# Hadronyche modesta
Hadronyche modesta är en spindelart som först beskrevs av Simon 1891.  Hadronyche modesta ingår i släktet Hadronyche och familjen Hexathelidae.
Artens utbredningsområde är Victoria, Australien. Inga underarter finns listade i Catalogue of Life.